# Sinful, Wind-borne
Sinful, Wind-borne è il singolo della band norvegese Motorpsycho del 1996, tratto dall'album Blissard.
Contiene due tracce, la stessa "Sinful, Wind-borne" nel lato A e l'inedita "Workin' For MCA", cover dei Lynyrd Skynyrd nel lato B.
Furono stampati solo 1000 copie di questi singolo.